# Nonka Matova

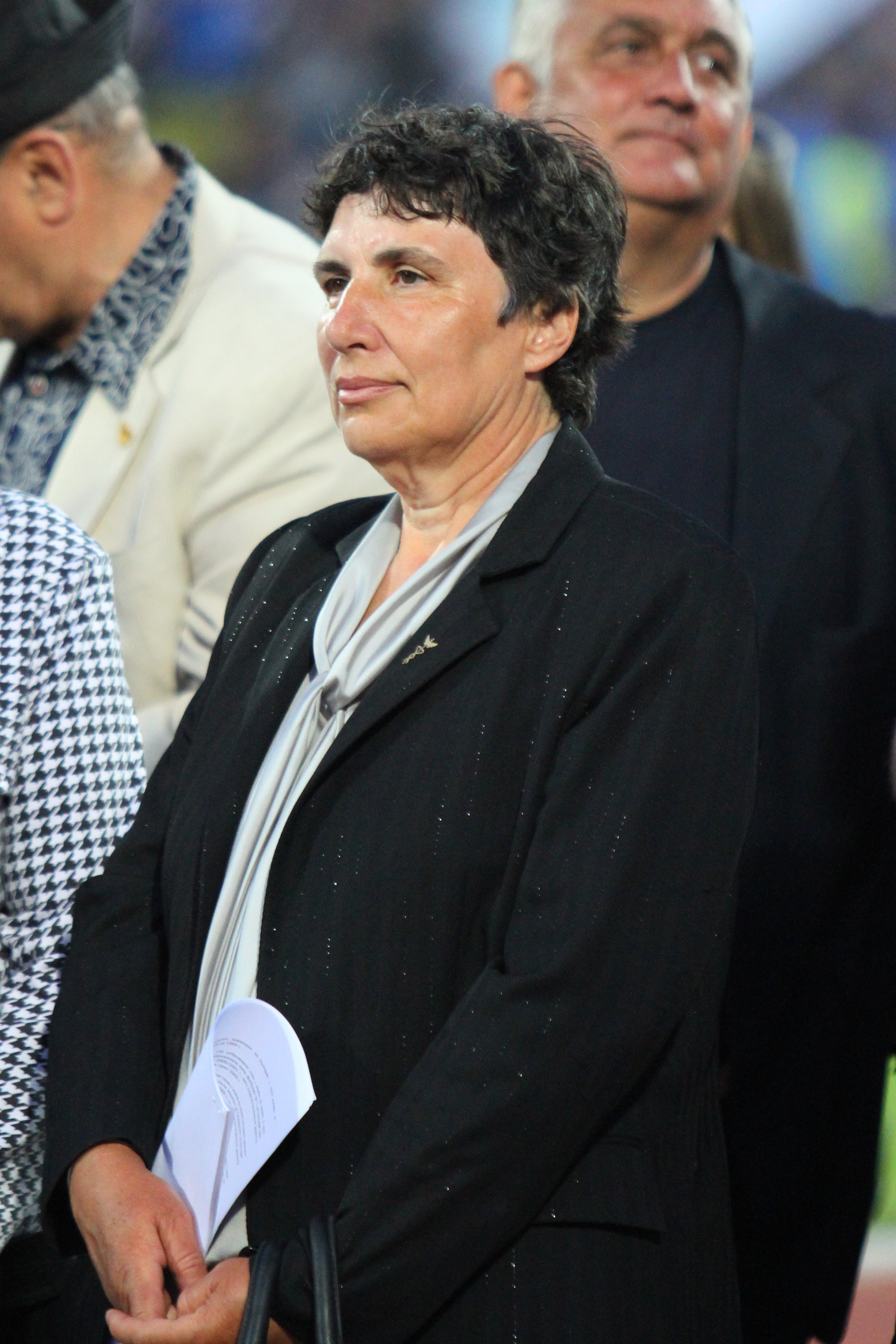
Nonka Matova

Nonka Matova, född 20 oktober 1954 i Plovdiv, är en bulgarisk sportskytt.
Hon tävlade i olympiska spelen 1976, 1980, 1988, 1992, 1996 samt 2000. Hon blev olympisk silvermedaljör i gevär vid sommarspelen 1992 i Barcelona.